# Zeilenstil
Der Ausdruck Zeilenstil bezeichnet in der Verslehre die regelmäßige Übereinstimmung des Versendes mit dem Ende eines Satzes, Satzgliedes oder Syntagmas. Beim strengen Zeilenstil muss jeder Vers einen vollständigen Satz bilden, beim freien Zeilenstil ist das nicht gefordert.
Aus der Übereinstimmung von Satz bzw. Kolon und Vers ergibt sich beim Zeilenstil die Neigung zu Parataxe und relative kurzen Sätzen. 
Der Gegensatz des Zeilenstils ist der Hakenstil, bei dem sich syntaktische Einheiten über mehrere Verse erstrecken bzw. das Versende innerhalb einer syntaktischen Einheit liegt, was als Enjambement bezeichnet wird.
Ursprünglich bezog sich der Begriff in der altdeutschen Verslehre auf die Übereinstimmung von Langzeile und Satz oder größerem syntaktischen Einschnitt, derart, dass Sinneinheiten meist sich nicht über das Langzeilenpaar hinaus erstrecken. Zeilenstil erscheint in einzelnen Abschnitten von Hildebrandlied und Muspilli.
In der neueren deutschen Dichtung gilt der Zeilenstil oder eine Annäherung daran als typisches Merkmal des Volkslieds bzw. des volksliedhaft-naiven Tons einiger Gedichte vor allem des 19. Jahrhunderts. 
Ein strenger Zeilenstil erscheint in der modernen Dichtung bei Arno Holz (Phantasus) und bei den Dichtern des Expressionismus (Theodor Däubler, August Stramm, Georg Heym, Georg Trakl, Alfred Lichtenstein, Albert Ehrenstein, Johannes R. Becher, Kurt Heynicke) und konstituiert dort einen besonderen Ton, für den Clemens Heselhaus die Bezeichnung Zeilenkomposition prägte.

## Beispiele
Die folgenden Beispiele zeigen unterschiedlich starke Ausprägungen des Zeilenstils:
Die erste Strophe aus Friedrich Schillers Gedicht Das Mädchen aus der Fremde (1796) besteht aus einem Hauptsatz, in den ein Nebensatz eingeschoben ist (Hypotaxe). 
In einem Tal bei armen Hirten

Erschien mit jedem jungen Jahr,

Sobald die ersten Lerchen schwirrten,

Ein Mädchen, schön und wunderbar.
Da das Prädikat („erschien“) bereits im zweiten Vers erscheint, das Subjekt („ein Mädchen“) aber erst im vierten Vers, entsteht ein Spannungsbogen. Da die Versenden zwar immer mit dem Ende eines Satzglieds übereinstimmen, der Satz insgesamt sich aber über alle vier Verse erstreckt, hat man hier ein Beispiel des freien Zeilenstils.
Die zweite Strophe desselben Gedichtes bietet einen Wechsel von Haupt- und Nebensätzen, der Stil ist also hypotaktisch, ohne jedoch verschachtelt zu sein. So kann man an jedem Zeilenende pausieren, die Strophe aber insgesamt flüssig lesen. Hier handelt es sich um ein typisches Beispiel für den Zeilenstil.
Man wusste nicht, woher sie kam,

Sie war nicht in dem Tal geboren,

Und schnell war ihre Spur verloren,

Sobald das Mädchen Abschied nahm.
Der Stil des folgenden Gedichts, nach Heinrich Heine „ein wirkliches Volkslied, welches ich am Rheine gehört“, ist streng paratakisch. Es enthält nur Hauptsätze, die jeweils am Zeilenschluss enden. Der Eindruck der gleichförmigen Reihung wird noch dadurch verstärkt, dass auch der Satzbau fast durchweg der gleiche ist. Hier handelt es sich also um ein Beispiel des strengen Zeilenstils.
Es fiel ein Reif in der Frühlingsnacht,

er fiel auf die zarten Blaublümelein,

sie sind verwelket, verdorret.

Ein Jüngling hatte ein Mädchen lieb,

sie flohen heimlich von Hause fort,

es wußt weder Vater noch Mutter.

Sie sind gewandert hin und her,

sie haben gehabt weder Glück noch Stern,

sie sind gestorben, verdorben.
Fernab vom Volkslied dient der strenge Zeilenstil in dem bekannten Gedicht Weltende von Jakob van Hoddis dazu, einen Eindruck von Inkohärenz und zerfallendem Zusammenhang zu erzeugen:
Dem Bürger fliegt vom spitzen Kopf der Hut,

In allen Lüften hallt es wie Geschrei,

Dachdecker stürzen ab und gehn entzwei

Und an den Küsten – liest man – steigt die Flut.
Ungefähr aus derselben Zeit und mit ähnlicher Verwendung des Zeilenstils das Gedicht Die Welt von Alfred Lichtenstein:
Viel Tage stampfen über Menschentiere,

In weichen Meeren fliegen Hungerhaie.

In Kaffeehäusern glitzern Köpfe, Biere.

An einem Mann zerreißen Mädchenschreie.